# David Minoves i Llucià
David Minoves i Llucià (Barcelona, 1969) és un activista polític i del moviment per la pau i la solidaritat internacional. Cursà estudis de Belles Arts a la Universitat de Barcelona i de Ciències Polítiques a la UNED.
És president del CIEMEN des de 2015, membre del Secretariat Nacional de l'Assemblea Nacional Catalana, membre de la Junta de Govern de l'Institut Català Internacional per la Pau i director del Fons Català de Cooperació al Desenvolupament. Ha col·laborat com analista en diversos mitjans de comunicació com l'Ara, El Punt Avui TV, TV3, Catalunya Ràdio, Badalona Televisió i Nació Digital.

## Biografia
Va ser membre de la Coordinadora de Col·lectius Independentistes d'Instituts des de 1986 i militant del Bloc d'Estudiants Independentistes després, fou representant dels estudiants a la Junta de Govern de la Universitat de Barcelona. Ha estat membre del moviment antimilitarista, del Moviment d'Objecció de Consciència al servei militar obligatori i de l'Assemblea d'Insubmisos de Catalunya.
Entrà a militar a Esquerra Republicana de Catalunya (ERC) el 1986. Fou secretari general de les Joventuts d'Esquerra Republicana de Catalunya de 1994 a 1996 i membre de la direcció d'ERC de 1996 a 2004 com a president de la Federació de Barcelona i responsable de Moviments Socials, i de 2008 a 2011 com a secretari de Política Institucional, secretari de Moviments Socials i secretari de Cooperació i Immigració.
Ha estat il·lustrador, tècnic de la Fundació Josep Irla, assessor a l'Àrea Metropolitana de Barcelona, director de l'Agència Catalana de Cooperació al Desenvolupament, (2004-2006), director General de Cooperació al Desenvolupament i Acció Humanitària de la Generalitat de Catalunya (2006-2010) i responsable de Nova Ciutadania de l'Associació Catalana de Municipis i Comarques.
Va ser impulsor del Fòrum Social Català i de la Plataforma Aturem la Guerra. Promotor de la declaració de suport del Foro de Sao Paulo al dret a l'autodeterminació de Catalunya. És membre d'Unitat Contra el Feixisme i el Racisme i de Stop Mare Mortum. Fou impulsor del Pacte Nacional pel Dret a Decidir i ha format part de la secretaria tècnica del Pacte Nacional pel Referèndum i de la Taula per la Democràcia, i va impulsar la campanya «Vota per mi» per a la participació de les persones sense dret a vot al referèndum sobre la independència de Catalunya de 2017. És membre de la junta de la Universitat Progressista d'Estiu de Catalunya des de 2010.